# Otterndorf
Otterndorf är en stad i Landkreis Cuxhaven i förbundslandet Niedersachsen i Tyskland.
Kommunen ingår i kommunalförbundet Samtgemeinde Land Hadeln tillsammans med ytterligare 13 kommuner.